# Philip Jenkins
Philip Jenkins (Port Talbot, Gales, 1952) es un profesor de Historia y Religión de la Universidad Estatal de Pensilvania. Estudió al Clare College en la Universidad de Cambridge siendo uno de los más destacados en estudios de historia e historia anglosajona. 
Otros campos en los que es especialista son: Historia de los EE. UU. (siglo XX), estudio histórico de la religión, la política y la sociedad moderna, el colonialismo comparado.
Jenkins se inscribió para su PhD bajo la supervisión de Sir John Plumb entre otros. Entre 1977 y 1980 trabajó como investigador para Sir Leon Radzinowicz, el pionero de la Criminología en Cambridge.
En 1979 ganó el BBC quiz show.

## Trabajos siguientes
En 1980 fue elegido como profesor asistente de Justicia criminal en la Universidad Estatal de Pensilvania, lo marcó una nueva orientación en sus investigaciones. Jenkins ha ganado una gran reputación basada en sus estudios globales sobre cristianismo así como movimientos religiosos emergentes. Otras de sus investigaciones notables ha sido la historia estadounidense posterior a 1970 y tratados sobre criminología.
También ha sido profesor en la Baylor University (Texas).
Fue hasta 2008 miembro de la Junta de Consultores de la Fundación Templeton.

### Ediciones en español
- Jenkins, Philip (2008). Breve historia de Estados Unidos. Alianza Editorial. ISBN 978-84-206-6335-7.
- Jenkins, Philip (2020). La historia olvidada del cristianismo. ISBN 978-84-301-2061-1.